# Golden (Illinois)
Pour les articles homonymes, voir Golden.
Golden est un village du comté d'Adams dans l'Illinois, aux États-Unis,. Il est fondé en 1862 sous le nom de Keokuk Junction et incorporé le 26 octobre 1880.

## Démographie
Lors du recensement de 2010, le village comptait une population de 644 habitants. Elle est estimée, en 2016, à 635 habitants.

## Source de la traduction
- (en) Cet article est partiellement ou en totalité issu de l’article de Wikipédia en anglais intitulé « Golden, Illinois » (voir la liste des auteurs).